# Diastema latiflorum
Diastema latiflorum är en tvåhjärtbladig växtart som beskrevs av Henry Hurd Rusby. Diastema latiflorum ingår i släktet Diastema och familjen Gesneriaceae. Inga underarter finns listade i Catalogue of Life.